# ヨハン・ドッペルマイヤー

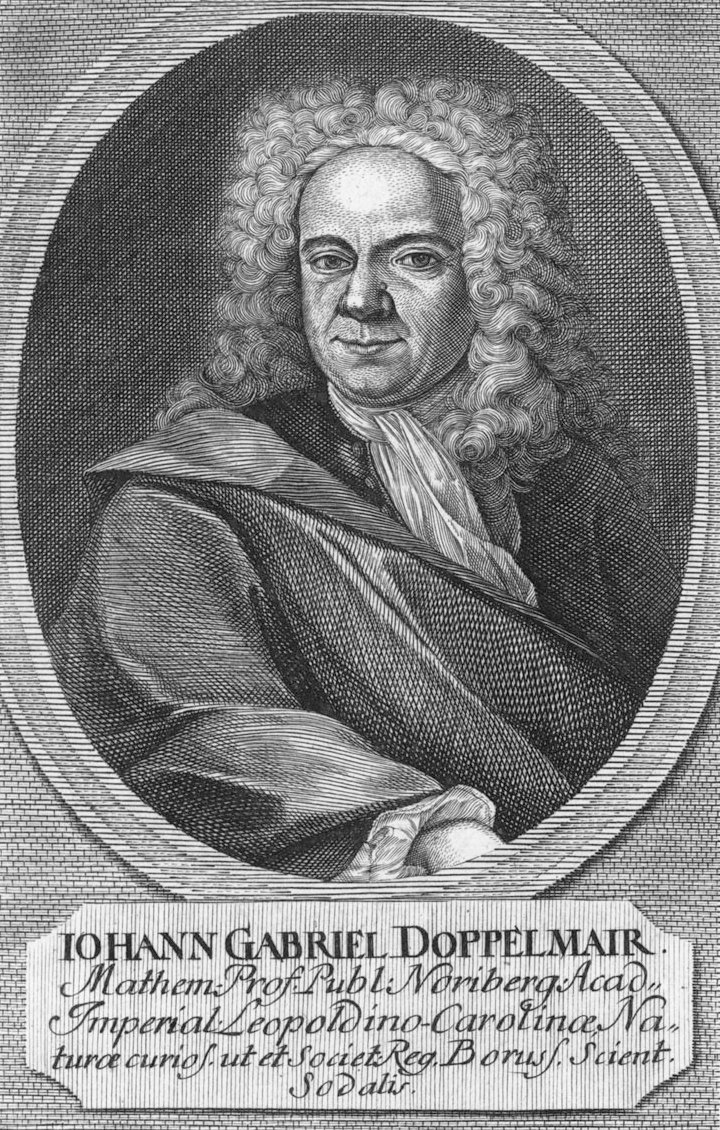
Johann Gabriel Doppelmayr

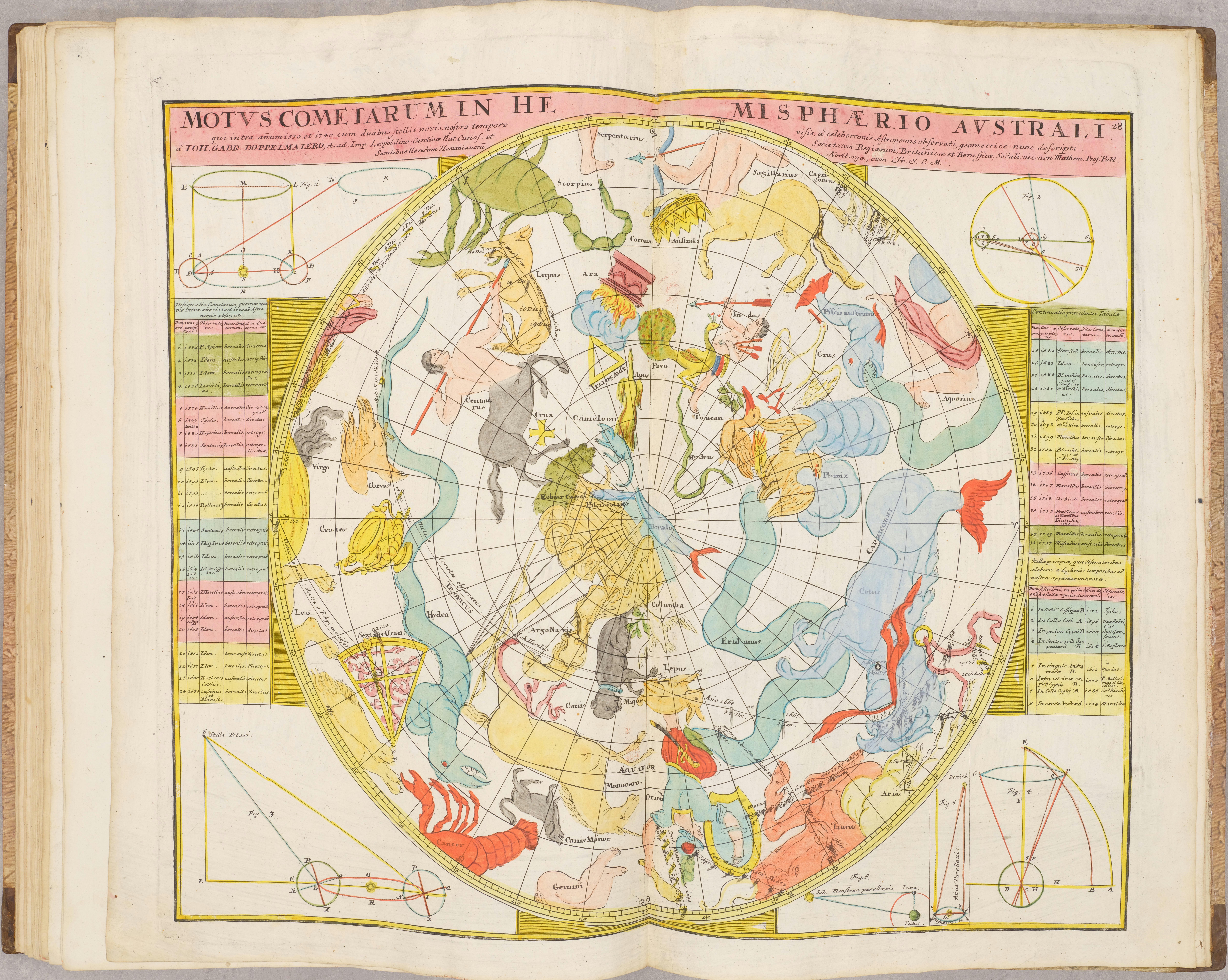
『新編星図』

ヨハン・ドッペルマイヤー（Johann Gabriel Doppelmayr、 1677年9月27日 - 1750年12月1日）は、ドイツの天文学者である。1742年の 『新編星図』(Atlas Coelestis )などの著者として知られる。
ニュルンベルクに生まれた。アルトドルフ大学、ハレ大学で学んだあとオランダ、イギリスに学び1704年からニュルンベルクのギムナジウムの数学の教授を務めた。
1730年出版の科学史の著書Historische Nachricht von den Nürnbergischen Mathematicis und Künstlernも有名である。1728年から銅版画家Johann George Puschnerと『新編星図』(Atlas Coelestis )を著し、1742年に出版した。